# Панславизм

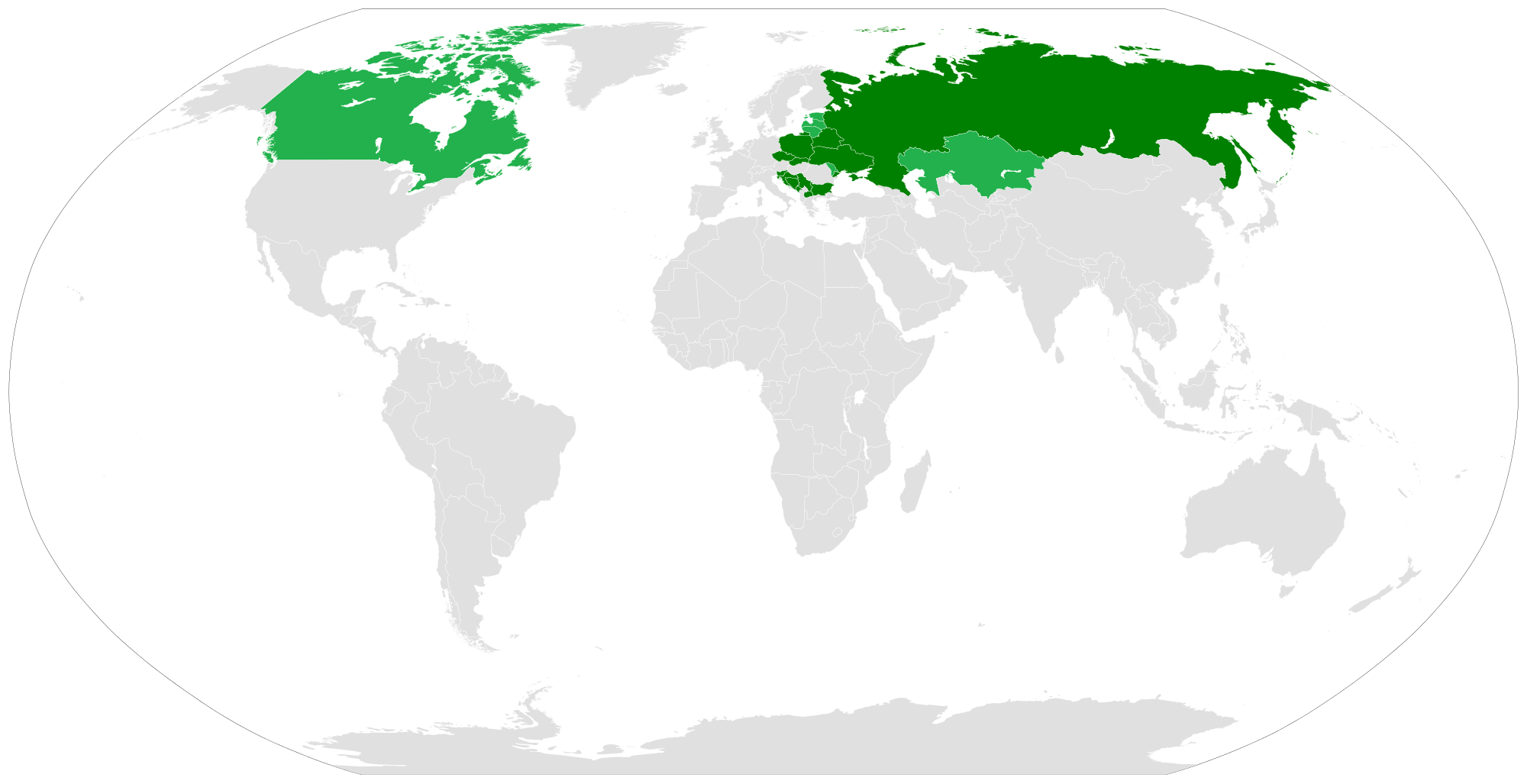
Страны, в которых большинство населения — славяне.
Страны, где славяне составляют более 10% населения.

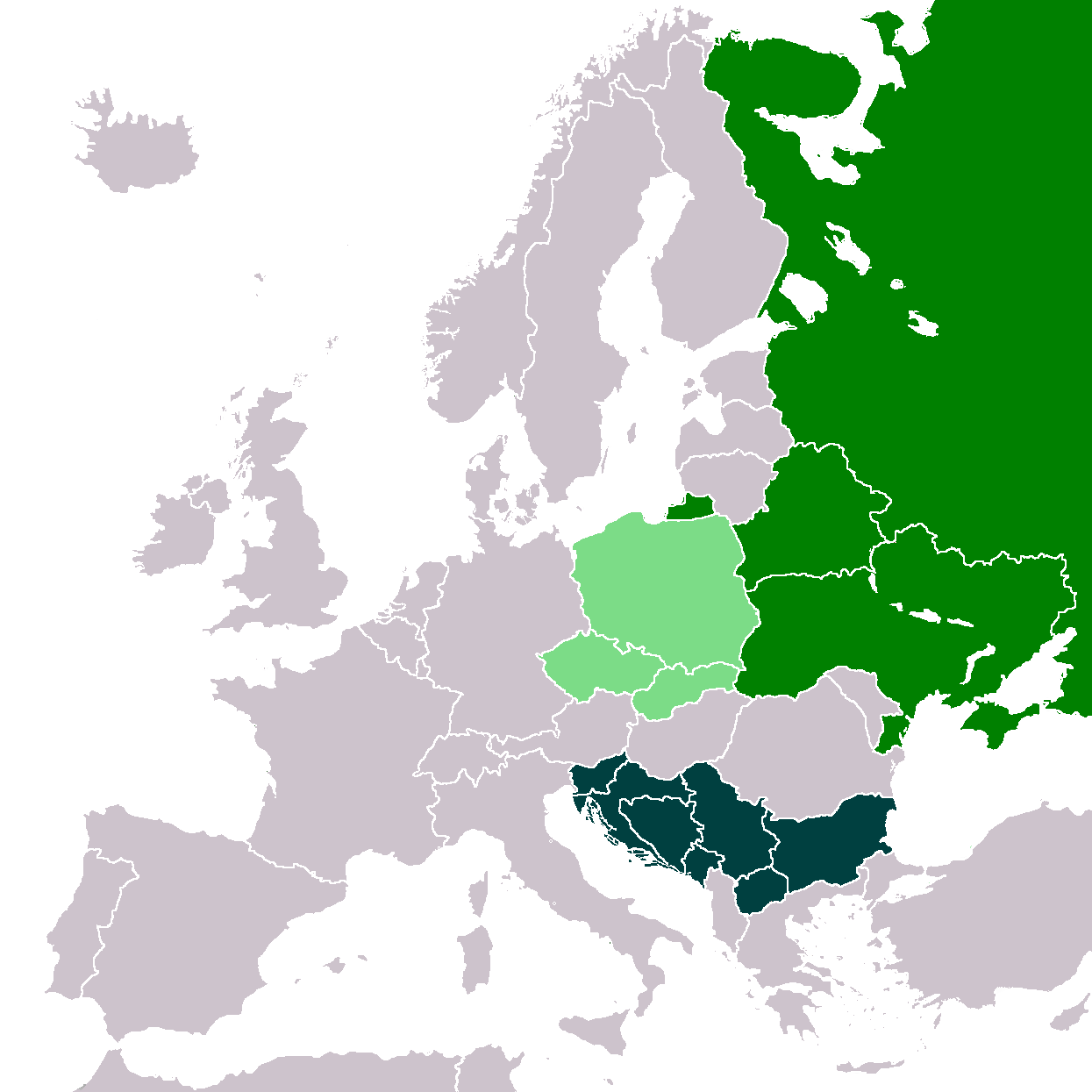
Западнославянские страны
Восточнославянские страны
Южнославянские страны

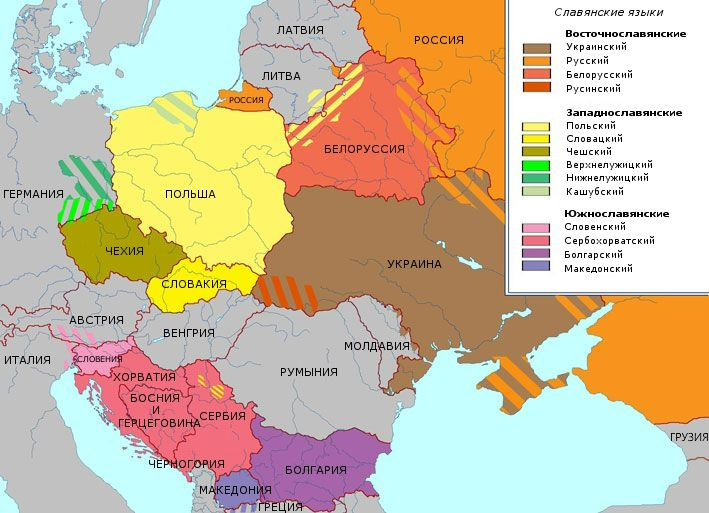
Распространение славянских языков

Панслави́зм (устар. всеславянство, славянщина) — идеология и национальное движение, сформировавшаяся в государствах и странах (краях, регионах), населённых славянскими народами, в основе которой лежат идеи о необходимости славянского национального политического объединения на основе этнической, культурной и языковой общности. 
Всеславянство сформировалась в среде славянских народов в конце XVIII века — первой половине XIX веков. В конце XIX века на основе панславистского движения сформировалось движение неославистов, которое ставило перед собой аналогичные задачи, но требовало равенства славянских народов между собой и освобождения от русского лидерства в деле освобождения славянских государств и объединения народов.

## Истоки
Панславизм начал свой подъём так же, как и пангерманизм, который тоже рос и укреплялся на чувствах единства и национализма, переживаемых внутри этнических групп в условиях господства Франции во время Наполеоновских войн. Как и другие романтические националистические движения, панславизм активизировал деятельность славянской интеллигенции и учёных в областях истории, филологии и фольклора, подогревал их интересы к поиску общей идентичности прошлого и к возрождению национальных языков и культур.
Панславизм также сосуществовал со стремлением славян к национальной независимости.
Часто используемые символы панславистского движения — это панславянские цвета (синий, белый и красный) и панславянский гимн «Гей, славяне».
Первым панславистом был в XVI веке хорватский писатель, гуманист Винко Прибоевич.
Впоследствии в XVII веке эти идеи развивал Юрий Крижанич — хорватский католический миссионер, выступавший за единство славянских народов и пытавшийся создать для славянских народов единый славянский язык. Находясь в ссылке в Тобольске, он написал трактат «Политика», где предрёк освобождение всех славянских народов от иноземного ига и появление единого славянского государства.
Некоторые из самых ранних проявлений панславянской мысли в Габсбургской монархии относятся к таким деятелям, как Адам Франтишек Коллар, Вук Караджич, Павел Йозеф Шафарик.
Движение сформировалось после окончания наполеоновских войн в 1815 году. В послевоенный период европейские лидеры стремились восстановить довоенный статус-кво. На Венском конгрессе представитель Австрийской империи князь фон Меттерних почувствовал угрозу этому статусу-кво в Австрии со стороны националистов, требовавших независимости от империи. Хотя население Австрии состояло из многочисленных этнических групп (австрийские немцы, венгры, итальянцы, румыны и т. д.), значительная часть населения состояла из славянских народов.

## История формирования и развития панславизма

### Зарождение панславизма
Термин «панславизм» впервые был предложен в Чехии Яном Геркелем в 1826 году. Политические взгляды большинства славянских народов, славянское национальное возрождение — факторы, которые привели к появлению среди западных и южных славян (Йозеф Добровский (чех), Павел Шафарик, Ян Коллар (словак), Людевит Гай (хорват), Вук Караджич (серб) и другие) идей славянского единства и культурной общности.
Успехи Российской империи в войнах против Турции и наполеоновских войнах послужили причиной тому, что некоторые из славянских деятелей сформировали идеи о политическом и языковом объединении славян под властью России, считая, что это поможет славянским народам в борьбе против иноземной власти (Йозеф Добровский, Йозеф Юнгман, Людевит Гай и другие). Некоторые из них позже поменяли свои взгляды (Людевит Гай, Людевит Штур, Карел Гавличек-Боровский и другие). Некоторые сторонники панславизма, главным представителем которых был чех Франтишек Палацкий, выступали за сохранение Австрийской империи и за превращение её в федерацию славян, австрийцев и венгров.
После превращения Австрийской империи в Австро-Венгрию (1867) Ф. Палацкий пересмотрел свою концепцию и принял участие в организованном российскими панславистами Славянском съезде 1867 года в Москве. Среди поляков, которые находились под сильным влиянием романтического патриотизма и идей о восстановлении Польши, идеи панславизма породили два течения: пророссийское (Станистав Сташиц, Август Цешковский) и антироссийское (Адам Мицкевич, Анджей Товянский, Казимир Бродзинский), которые считали, что главную роль в объединении славян должна играть возрожденная Польша.

Панславянские цвета, принятые в 1848 году на Славянском конгрессе в Праге

### Славянский конгресс в Праге 1848 года
Первый славянский конгресс состоялся в Праге в июне 1848 года, во время революционного движения 1848 года.
Чехи отказались направить своих представителей на Франкфуртскую Ассамблею, считая, что славяне и германцы имеют различные интересы.
Конгресс проходил в Софийском дворце (чеш. Palác Žofín) — месте проведения многих общественных акций со 2 по 12 июня 1848.
В некоторых иностранных источниках Съезд носит название «Первый Славянский конгресс». Славянский съезд был реакцией на пангерманскую политику германского сейма во Франкфурте.
Этот съезд, собранный по инициативе чехословацких славистов Австрийской Империи (П. Шафарик, К. Зап), являлся съездом славянских народов, проживавших в Австрийской империи (чехи, словаки, русины, хорваты), но на нём также присутствовали гости из других стран (поляки, сербы, черногорцы), в том числе русский эмигрант М. А. Бакунин. Всего на съезд собралось 300 делегатов. По национальному признаку в конгрессе было выделено три секции:
- чехословацкая (предс. П. Шафарик): чехи, моравы, силезцы и словаки
- польско-русинская (предс. К. Либельт): 61 делегат, в.ч. 40 поляков и 21 русин[9].
- югославская: словенцы, хорваты, сербы и далматинцы

Председателем конгресса был избран Франтишек Палацкий — видный чешский историк и общественный деятель, родоначальник и идеолог австрославизма.
В частности, Палацкий призвал к сотрудничеству Габсбургов и заявил, что Габсбургская монархия как политическое образование наиболее желанна для защиты народов Центральной Европы.
Гимном славян на конгрессе стала песня, сочинённая словаком Самуилом Томашеком, «Гей, славяне».

#### Идеология
На съезде были представлены две позиции. Одна, умеренная, предполагала превращение Австрийской империи в многонациональную федерацию, где славянские народы обладали бы правом национальной автономии (австрославизм). Инструментом реализации этого плана была петиция австрийскому императору. В национальных славянских окраинах предполагался созыв сеймов, национальной гвардии и образования на славянских языках. Южные славяне требовали создания Иллирийского королевства под протекторатом Австрии.
Радикалы (Штур, Бакунин) настаивали на создании самостоятельной славянской федерации (панславизм). Также неоднозначную реакцию вызывала у делегатов Российская империя. Если одни (Штур) возлагали на неё надежды на освобождение славян, то другие (польские депутаты) относились к миссии России весьма скептически.

#### Значение
Это событие было одним из немногих, когда в одном месте были услышаны голоса всех славянских народов Центральной Европы. Основной целью конгресса была попытка оказать сопротивление германскому национализму в славянских землях.
Этот съезд явился катализатором Пражского восстания 1848 года («Святодуховское восстание»), усмирённого войсками. В частности, при наступлении австро-российских войск молодые жители Праги вышли на улицы, и в этом противостоянии шальная пуля убила жену фельдмаршала Альфреда I, принца Виндиш-Греца, который командовал австрийскими войсками в Праге. В ярости Виндиш-Грец захватил город, распустил конгресс и установил военное положение во всей Чехии.
Несмотря на то, что конгресс не был закончен и продолжался незначительное время, он смог утвердить и принять панславянские цвета для флагов славянских освободительных движений: синий, белый, красный, принять гимн «Гей, славяне» в качестве славянского национального гимна и опубликовать «Манифест славянского съезда 1848 года к народам Европы».

## Панславизм в России

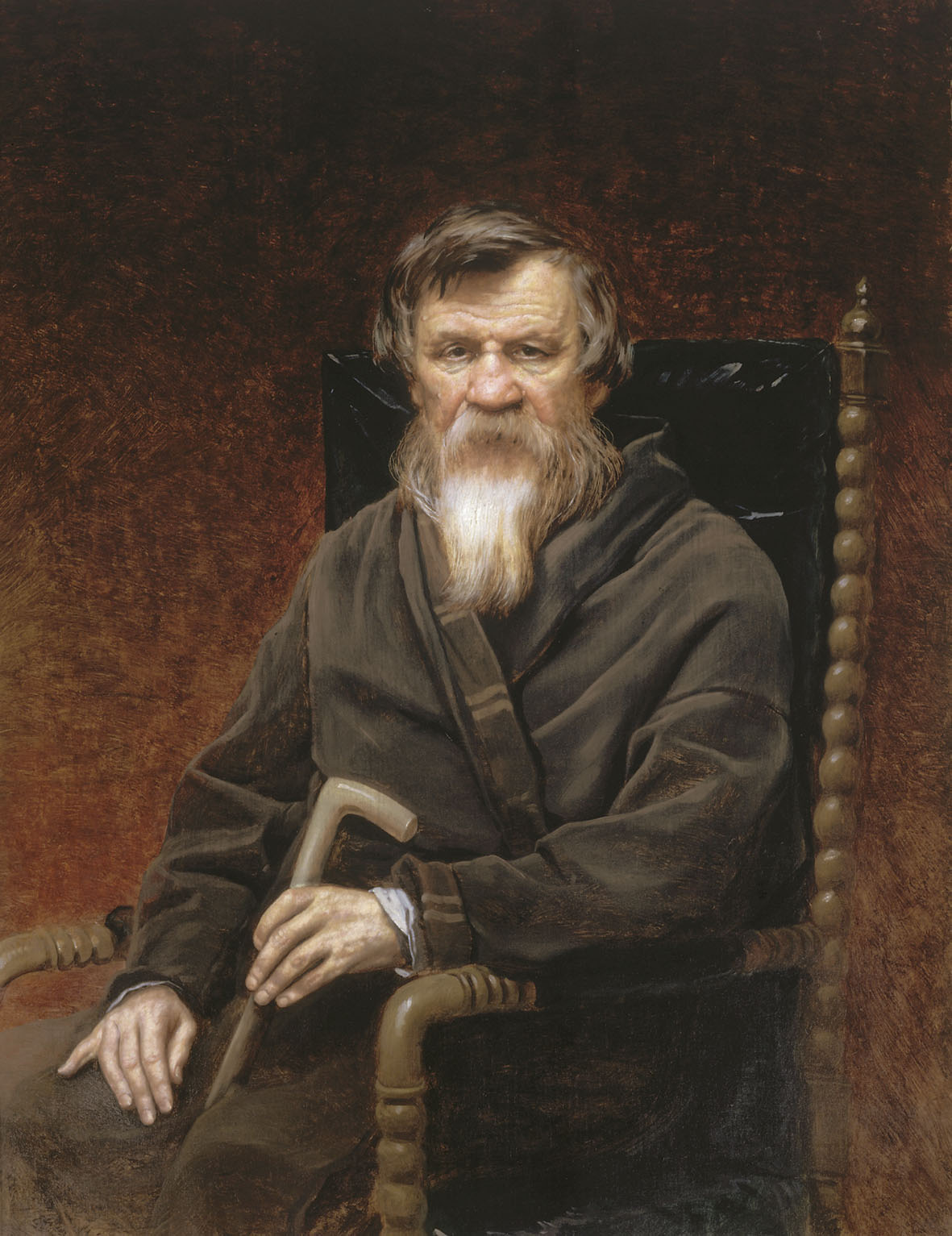
Михаил Погодин

В самой России в конце 1830-х годов в работах Михаила Погодина были выдвинуты тезисы об утверждении особенности славянского мира и присущих славянским народам высших духовных ценностей и истинной веры — православия. В славянофильской идеологии важное место занимал тезис о главенствующей роли России среди славян, о её объединительной миссии. Проекты политического объединения славян под эгидой Российской империи разрабатывались ещё в XVIII—XIX веках Андреем Самборским, Василием Малиновским и другими. Славянофилы были сторонниками освобождения славян от османского и австрийского владычества и создания славянской федерации.
Российские славянофилы в 1840—1850-х годах — Константин Аксаков, Алексей Хомяков, Иван Киреевский и другие — выступили с идеей противопоставления славянского православного мира с Россией во главе — «больной», безверной Европе. Противники славянофилов — западники (Пётр Чаадаев, Александр Герцен) — не признавали особой роли России среди славянских народов. Поражение в Крымской войне 1853—1856 годов, Польское освободительное восстание 1863—1864 годов вызвали активизацию российских панславистов, которое вылилось в проведение Славянского съезда 1867 года в Москве и деятельности славянских комитетов.
Панславянские идеи занимали важное место в теоретических изысканиях Ивана Аксакова, Николая Данилевского, научных разработках учёного-слависта Владимира Ламанского. Наибольший политический вес панславизм имел в 70-х годах, особенно в период русско-турецкой войны 1877—1878 годов, когда дело дошло до реальных внешнеполитических действий. Ряд представителей государственных вооружённых сил России — князь Владимир Черкасский, генералы Михаил Черняев, Михаил Скобелев, Ростислав Фадеев — были сторонниками панславизма.

## Панславизм на Украине
На Украине панславистские идеи разрабатывались Кирилло-Мефодиевским обществом. В манифесте общества «Книга бытия украинского народа» излагалась концепция Украины как страны наиболее полно сохранившей и политически институционировавшей главные черты славянского характера — равенство, свободолюбие и народовластие. Украинский панславизм середины XIX века строил свою концептуализацию на религиозных основаниях. Славянские народы он рассматривал как наиболее естественных носителей христианства, которые с помощью опыта украинской истории Запорожской Сечи и Гетманщины освободятся от иностранного господства и построят общество, напоминающее общество Ветхозаветного Израиля эпохи Судей — неиерархизированную теократическую систему, самую гармоническую с точки зрения украинских панславистов форму политического устройства. Украинский народ, таким образом, в деле объединения славян выступает в роли «камня, отверженного строителями, что сделался главою угла».

## Панславизм на Балканах
Южнославянские движения стали активными после восстановления независимости Сербии от Османской империи. Австрия опасалась, что националисты будут угрожать империи. Панславизм на юге зачастую имел отличия от привычного, вследствие чего она часто обращалась к России за поддержкой.
Южнославянские движения панславистов выступали за независимость славянских народов в Австро-Венгерской империи и Османской империи. Некоторые сербские интеллектуалы стремились объединить всех южных (балканских) славян, будь то католики (хорваты, словенцы), мусульмане (боснийские мусульмане, Санджак), или православные (черногорцы, сербы, македонцы) под властью Сербии в рамках так называемой пансербской идеологии, кратко характеризуемой как «Сербская нация трёх вероисповеданий».
Сербская государственность, только что получившая независимость, находилась в зачаточном состоянии, в то время как Австро-Венгерская империя, несмотря на нестабильность, оставалась достаточно сильным противником для Сербии. При таком раскладе идея участия России в формировании южнославянского единства под руководством сербской нации была весьма популярной.
Южные славяне были одними из первых, кто поднял восстание против распадающейся Османской империи. В 1804 и в 1815 году сербы обеспечили себе независимость от Османской империи. Почти сразу же после получения автономии сербы приступили к поискам возможности расширения и единства со всеми остальными сербами и другими славянами в соседних регионах; под интеллектуальным влиянием пансербски настроенного Ильи Гарашанина и Вука Стефановича Караджича образовался проект Великой Сербии.
В Австро-Венгрии южные славяне располагались на различных территориях: словенцы в австрийской части (Карниолы, Штирия, Каринтия, Горица и Градиски, Триест, Истрия (здесь также жили и хорваты)), хорваты и сербы в венгерской части в автономном Королевстве Хорватия-Славония и в австрийской части в автономном Королевстве Далмация, и в Боснии и Герцеговине, под прямым контролем Вены.
В связи с различным местоположением славянских народов в империи среди южных славян Австро-Венгрии имели место несколько различных идей. Сильной альтернативой панславизма было австрославизм, особенно среди словенцев.
Ввиду того, что сербы проживали в нескольких регионах, и того, что у них были особые связи с независимым национальным государством — Сербией, — они были одними из самых сильных сторонников независимости южнославянских народов от Австро-Венгрии и объединения их в единое государство под властью сербской монархии.
Именно в среде южных славян зародилось панславянское течение иллиризма, ставившего перед собой задачу освобождение и объединение всех южных славян под властью славянской Иллирии.
Значительный вклад в осуществление иллиристской или даже югославистской концепцией освобождения южных славян от власти Австро-Венгрии внёс Драгутин Дмитриевич (Апис), именно под его непосредственным руководством организация «Чёрная рука» и её отделение «Молодая Босния» организовала и осуществила убийство эрцгерцога Австрийской империи Франца Фердинанда, что повлекло за собой основание для развязывания и втягивания Австро-Венгрии в войну, которая закончилась для неё крахом государственного единства и суверенитета.
После Первой мировой войны и создания Королевства Югославия, возглавляемого сербской династией, было объединено большинство южнославянских народов, вне зависимости от религии и культуры.
Единственным славянским народом Балкан, который оказался вне единого государства, были болгары. Тем не менее, в годы после Второй мировой войны планировалось, что Болгария должна присоединиться в качестве 7-й республики к социалистической Югославии и завершить тем самым процесс объединения всех южнославянских стран в одно государство. Идея была забыта после разрыва между Иосифом Броз Тито и Иосифом Сталиным в 1948 году.
Президент Тито, хорвато-словенец по национальности, выступал за равенство между этническими группами, в том числе и среди не-славян. Это привело к относительно мирному сосуществованию и процветанию, однако именно национально-административная политика Югославии послужила основанием для будущего демонтажа Югославской федерации.

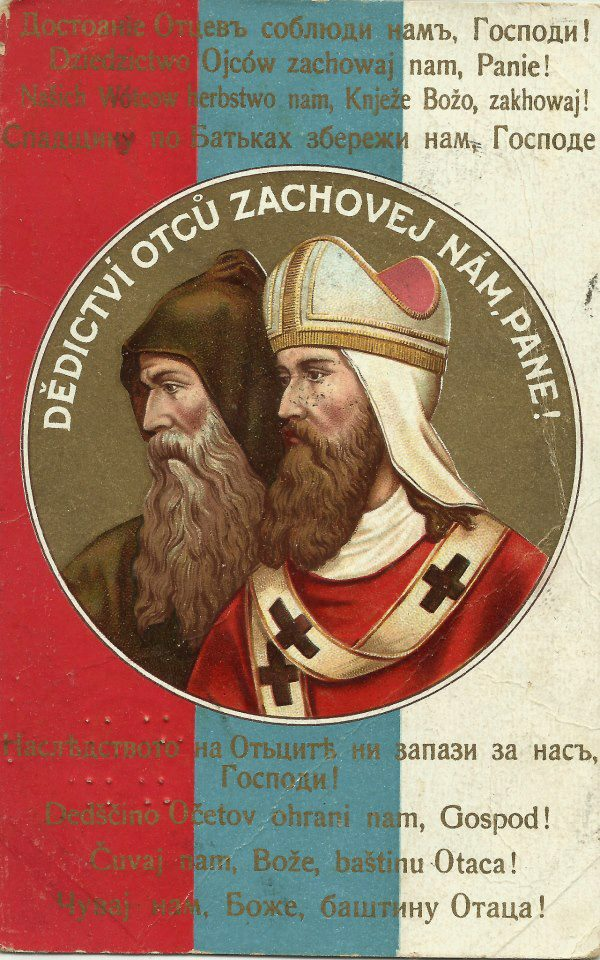
Почтовая карточка с изображением святых Кирилла и Мефодия с надписью «Достояние отцов соблюди нам, Господи!» на девяти языках (чешском, русском, польском, лужицком, украинском, болгарском, словенском, хорватском и сербском)

## Панславизм в Польше
Хотя к раннему панславизму проявлялся интерес со стороны некоторых поляков, вскоре он потерял свою привлекательность, так как движение стало возглавляться Россией, а в то время, когда русские панслависты говорили об освобождении других славян через действия России, часть Польши, управляемой представителями России, перешла в их руки в результате разделов Польши.
Исторически Польша не раз вставала во главе восточноевропейского объединения, панславянского объединения в Европе. Так, при царствовании династии Ягеллонов на короткое время личной унией были скреплены Польское королевство, Чехия, Королевство Венгрия, Великое Княжество Литовское и находящееся в унии с Венгрией Хорватское королевство. Позже именно под руководством Ягеллонов было создано первое в своём роде федеративное панславянское государство — Речь Посполитая, объединявшая в себе три славянских народа.
Панславизм XIX века оказал влияние на Польшу, например, внушил симпатию к другим угнетённым славянским народам, стремящимся к восстановлению независимости. В то время как панславизм боролся против Австро-Венгрии за свободу южных славян, поляки вдохновляли на освободительную борьбу другие славянские народы своей непокорённостью.
Именно мелодия и мотив польской национальной освободительной песни Мазурки Добровского послужили основой для создания ряда славянских гимнов и панславянского гимна «Гей, славяне!».
Создание Панславянской федерации пропагандировал польский неославист и один из отцов современной независимой Польши Роман Дмовский.
После обретения Польшей независимости (из земель Германии, Австрии и России) в 1918 году она в какой-то мере рассматривала панславизм как вектор политического развития, в частности, существовали планы по созданию Центральноевропейской федерации — Междуморье, которая объединила бы в себе большинство славянских народов, за исключением Советской России.
В коммунистическую эпоху польской государственности славянская риторика использовалась как инструмент пропаганды дружбы с СССР, чтобы оправдать его контроль над страной. Вопрос панславизма не был частью основной политической повестки дня и широко рассматривался в качестве идеологии советского влияния.
Как писал Джозеф Конрад в «Life and Letters»:

… между Полонизмом и Славянизмом не столь много ненависти, сколь полной и неистребимой несовместимости.— Notes on Life and Letters
Конрад утверждает, что «не существует ничего более иностранного, чем то, что в литературном мире называется Славянизмом, его индивидуальной чувствительности и всему польскому складу ума»

## Угасание панславизма в XX веке
После Русско-турецкой войны 1878 года и Балканских войн идеи панславизма начали терять свою популярность, это происходило из-за того, что первейшие задачи панславизма по возрождению славянских языков, культур и народов, а также обеспечения славянских национальных независимых субъектов были практически выполнены, так и получили своё развитие региональные течения панславизма — иллиризм, чехословакизм и породивший его австрославизм.
Широко проявило себя движение будителей, усилиями которых удалось осуществить Национальное Возрождение славянских народов.
Появились серьёзные планы по реформированию Австро-Венгерской Империи в триалистическое государство в Австро-Венгро-Славию или Соединённые Штаты Великой Австрии, что по своему являлось исполнением концепции панславизма.
Так, украинский историк и политический деятель Михаил Грушевский даже открыто выступил против подобных идей, считая их опасными для существования украинской нации. Панславизм начал активно пропагандироваться перед Первой мировой войной в форме неославизма или неопанславизма. Российские неослависты (главный деятель — граф В. А. Бобринский вместе с деятелями других славянских стран (чех К. Крамарж, словенец И. Грабар и др.) провели славянский конгресс в Праге (1906 г.) и Софии (1910), чтобы достичь межславянского сближения перед возможной немецкой угрозой.
После Первой мировой войны, Октябрьской Революции и создания славянских национальных независимых государств идея панславизма нашла воплощение в реализации Югославии, создании Чехословакии, планах по созданию Чешского территориального коридора, конфедерации Междуморья и Польско-Чехословацкой федерации. Однако последним трём так и не суждено было сбыться из-за несогласия Франции и Великобритании при активном содействии новообразованного Советского государства, так как это могло нарушить баланс сил в Европе и уничтожить гегемонию Антанты, так и планов по реализации санитарного кордона.
В Советском Союзе идеи панславизма нашли полное несогласие и отторжение, ввиду того, что ещё идеологи коммунизма Маркс и Энгельс были крайними противниками панславизма и славянского национального объединения. В частности, отмечалось, что панславизм являлся националистической, реакционной, буржуазной, а также контрреволюционной идеологией.
Впоследствии многие деятели панславизма и неославизма в России были вынуждены эмигрировать из страны, спасаясь от политических репрессий, направленных против инакомыслящих, в частности, из-за этого пострадало изучение славистики, многие слависты были репрессированы по сфабрикованному так называемому делу славистов.
Во время Второй мировой войны после нападения Германии на СССР советским руководством был создан Всеславянский комитет, который служил средством советского влияния на славянские народы и славянские армии в СССР, в частности, на чехословацкую и польскую армию.
Также комитет служил орудием оправдания установления советского влияния в Восточной Европе, издавал журнал Славяне. Он был распущен в 1953 году из-за ненадобности, ввиду того, что советская зона влияния в Восточной Европе окончательно утвердилась, была создана Организация Варшавского Договора, а также из-за политического разрыва советского руководства с Югославией.

## Возрождение панславизма в XXI веке
Существует мнение, что нынешняя политическая ситуация в славянском мире характеризуется не только полным упадком некогда популярного панславизма, но зачастую враждебной политикой славянских стран по отношению друг к другу. Такая точка зрения базируется на официальной политике ряда славянских государств, ориентированной на вхождение в НАТО, ЕС, с одной стороны и ЕАЭС, ОДКБ с другой.
Такой политический курс устраивает далеко не всех, и некоторые считают, что НАТО и ЕС всё активнее противостоят славянскому миру. Именно это способствует возрождению панславизма практически во всех славянских странах. Различные отношения между славянскими странами и народами существуют и поныне. Они варьируются от взаимного уважения, основанного на равноправном партнёрстве и симпатии друг к другу, через традиционные неприязнь и вражду, к безразличию. Ныне ни одна из форм сближения стран славянского происхождения, кроме культурной и исторической, не была реализована, за исключением Вышеградской группы. В нынешние времена часты обращения к панславистским идеям в России, Беларуси, Сербии и Словакии.
Существует противоположное мнение, что объединение славян происходит через структуры ЕС. Еврославизм в XXI веке заменяет панславизм как проект интеграции славян между собой.
Возрождение панславизма идёт по следующим трём направлениям: научно-образовательному; общественному; политическому.

### Научно-образовательное направление
Одним из известнейших направлений филологии является славистика — наука, изучающая культуру славянских народов. Первая из славистических организаций появилась в 1955 году в Белграде — это был Международный комитет славистов (МКС), который объединил национальные комитеты славистов около 30 стран мира с четырёх континентов (Европы, Азии, Америки, Австралии). В 1994 году была создана Международная ассоциация славянских ВУЗов в составе Международной ассоциации исследования и распространения славянской культуры при ЮНЕСКО. В ассоциацию вошли Россия, Украина, Беларусь, Югославия, Чехия. Ассоциация постоянно расширяется и включает новых членов и новые страны, в числе которых встречаются и неславянские страны. Ассоциация организует проведение научных конференций по панславизму, привлекает к этому студенческую молодёжь, содействует созданию единого образовательного пространства славянских государств в XXI веке.

### Общественное направление
- В 1998 году в Праге в годовщину 150-летия I Всеславянского съезда состоялся VII Всеславянский съезд, восстановивший деятельность международного славянского комитета. Съезд также принял манифест к народам Европы, в котором осудил одностороннее расширение НАТО и призвал Европейский союз к уважению прав славянских народов[28]. По решениям Съезда были созданы славянские комитеты в 12 славянских странах. Следующий, VIII Съезд, состоялся в Москве в апреле 2001 года, и на нём был принят проект Устава Союза независимых славянских государств, а также утверждены устав Всеславянского собора и принято обращение в защиту бывшего президента Югославии Слободана Милошевича[29].
- В том же году состоялся I Собор славянских народов Беларуси, России и Украины (он же — Славянский собор), инициатором проведения которого выступил Председатель Государственной думы России Геннадий Селезнёв[30]. Некоторые противники панславизма назвали это мероприятие демонстративным и якобы не оказывающим влияния на официально проводимую политику. Также звучали заявления, что именно попытки создать союз трёх восточнославянских стран — России, Украины и Беларуси — привели к полному распаду СССР[31].
- 24 июня 2002 в Смоленске состоялся II Славянский собор, на котором обсуждались перспективы развития Союзного государства России и Беларуси[32].
- В 2005 году в Минске прошёл IX Всеславянский съезд, приуроченный к 60-летию победы над странами блока Оси во Второй мировой войне. На Съезде было принято несколько резолюций, в числе которых — заявления по поводу дальнейшего укрепления связей между южнославянскими странами и защиты прав славян в Европе (в том числе и лужичан в Германии). Также его участники осудили действия США в Ираке и в очередной раз призвали Евросоюз к проявлению уважения к славянским странам[33]. Участников съезда лично приветствовал президент Беларуси Александр Лукашенко[34].
- III Славянский собор прошёл в апреле 2009 года в Киеве. Пожелание удачи съезду выразили главы России и Беларуси, а патриарх Кирилл благословил его инициаторов. Однако власти Украины никак не прокомментировали съезд и его действия[35]. В том же 2009 году 3 октября в Праге прошёл первый Чешско-моравский славянский съезд, организатором которого выступил Чешско-моравский славянский союз (ЧМСС). На открытии съезда состоялся вернисаж выставки «Славянское движение в Чехии и мире», показывающей культурно-историческое развитие идеи панславизма в Европе[36].
- В ноябре 2010 в Киеве прошёл X Всеславянский съезд, собравший более 350 делегатов из 11 славянских стран (из них 210 представляли Украину, а 140 — остальные славянские страны). В съезде принял участие и Всеславянский Собор Николая Кикишева. Съезд официально приветствовали Председатель Верховного совета Украины Владимир Литвин и Президент Беларуси Александр Лукашенко[37], и это приветствие стало первым фактом поддержки со стороны правительства славянской страны. На Съезде были избраны председатель Международного славянского комитета (Николай Лавриненко), его первый заместитель (Ян Минарж) и почётный председатель (Александр Лукашенко). На Съезде официально был утверждён его Устав[38], а также принято обращение к белорусскому народу, в котором осуждалось выделение западом значительных средств на «поддержку демократии»[39]. Представитель польской делегации Болеслав Тейковский выступил также с речью, посвящённой 600-летию победы польско-татарско-литовско-русских войск над немцами под Грюнвальдом[40].

В России действует движение «Славянский союз России», базирующееся в Санкт-Петербурге, с 2010 года существует Панславянское национальное добровольческое объединение из Мурманска и Панславянское молодёжное объединение из Томска (провело в 2012 году славянский молодёжный форум в Томске). В Словакии панславянские идеи реализует Словацкое движение возрождения. В Чехии в свою очередь существует Чешско-Моравский славянский союз.

### Политическое направление
Это направление является самым слабым из трёх и, по сути, только зарождается. Славянские партии существуют в разных странах. В Польше зарегистрирована Славянская партия Польши, также есть несколько партий в Беларуси, одной из которых является Белорусская патриотическая партия. На Украине до запрета в 2024 году действовала Славянская партия Украины, бывшая одним из учредителей международного объединения «Всеславянский Собор». Свою поддержку панславизму высказывают левые партии.
Однако панславянские партии реального влияния на политику своих стран не оказывают, поскольку почти не представлены в законодательных органах власти. Более влиятельным является Славянский парламентский союз, созданный в соответствии с решением VII Всеславянского съезда, прошедшего в Праге в июне 1998 года. Тогда же в зале заседаний Палаты депутатов Парламента Чешской Республики состоялось его первое заседание (второе заседание СПС прошло в марте 1999 года в Белграде в зале Союзной Скупщины Югославии, третье — в апреле 2001 года в Москве в Государственной Думе Российской Федерации).
В настоящее время постоянная штаб-квартира Славянского парламентского союза находится в столице Беларуси. Сессии проводятся достаточно регулярно. Задачей союза заявлена координация действий парламентариев славянских государств. В работе сессий принимали участие представители депутатского корпуса Болгарии, Сербии, Боснии и Герцеговины, Украины, Беларуси, России и Приднестровья. Также участвуют представители Чехии и Словакии, однако они несколько раз ошибочно указывались в числе участников.

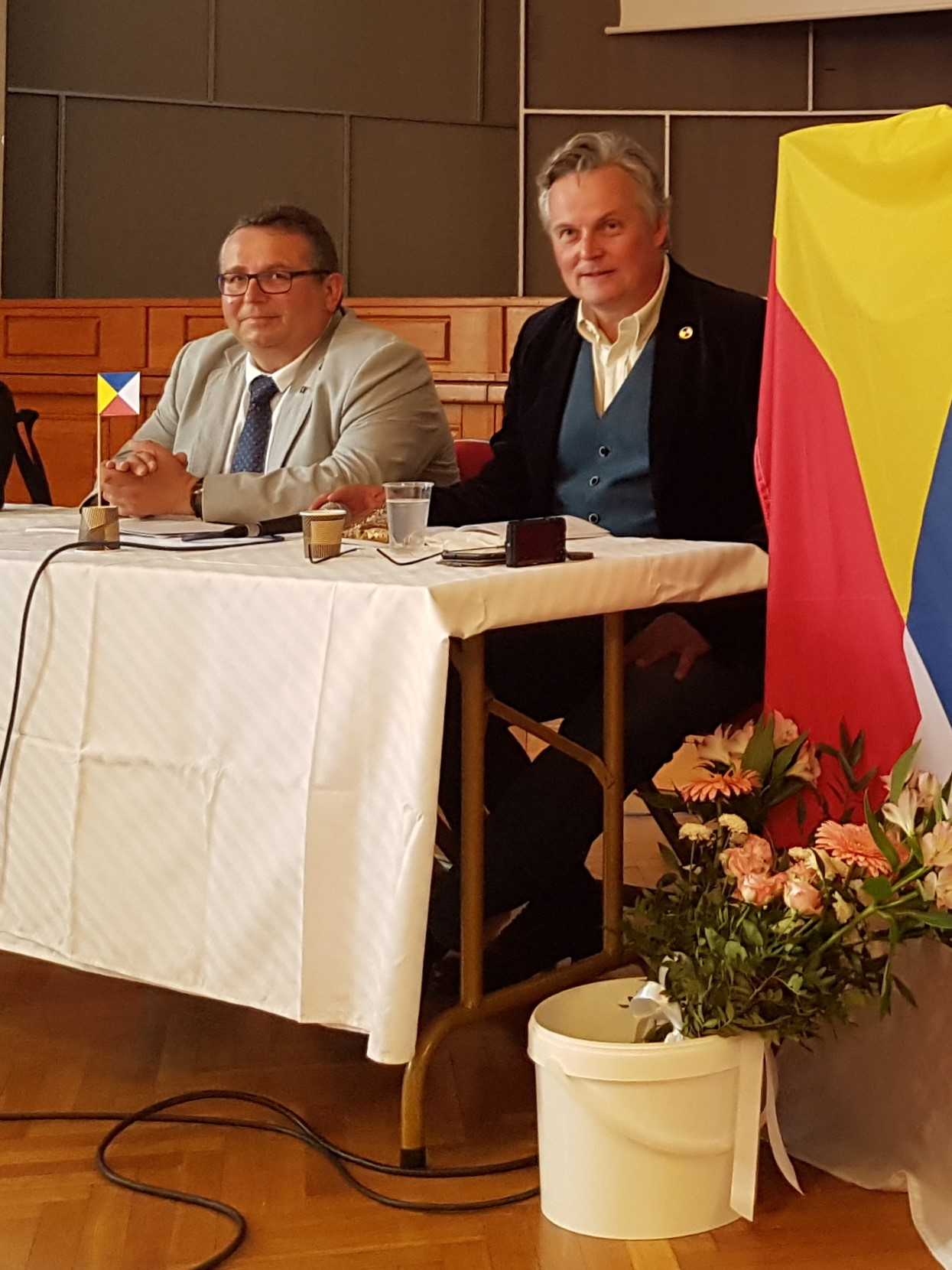
Вторая конференция по межславянскому языку, 2018 год.

## Создание панславянских языков
Схожесть славянских языков неоднократно наталкивала многих на создание панславянских зонально сконструированных языков, то есть искусственных языков, на которых могли бы общаться все славяне. В век интернета количество искусственно созданных панславянских языков превысило количество обычных славянских языков, однако число носителей каждого языка невелико (чаще всего носителем этих языков является только их создатель). Самые известные из панславянских зонально сконструированных языков, созданных в последнее время — это словио и межславянский язык.